# Herb Pasewalku
Herb Pasewalku stanowią 3 głowy gryfów na granatowym tle, symbolizujące czasy panowania książąt pomorskich z dynastii Gryfitów: Bogusława V, Barnima V i Warcisława V.